# Batch-Kultur
Batch-Kultur (Syn. Satz-, Ansatz-, statische oder diskontinuierliche Kultur) bezeichnet einen Chargenprozess zur Kultur (Vermehrung) von Mikroorganismen. Dabei werden die Mikroorganismen in ein Kulturmedium eingebracht. Das Medium bleibt während der gesamten Kulturzeit das gleiche, wird weder zeitweise ergänzt noch aufgefüllt (Fed-Batch-Prozess), noch teilweise ausgewechselt (Chemostat-Bioreaktor).
Das Wachstum der Mikroorganismen-Population, definiert als Zunahme der Mikroorganismenanzahl, in einer Batch-Kultur steigt typischerweise nach anfänglicher Konstanz (Verzögerungsphase, englisch lag-phase) sehr stark an (exponentielle Phase), nimmt dann immer mehr ab (Übergangsphase), sistiert abschließend (stationäre Phase) und wird gegebenenfalls auch negativ (Absterbephase). Als ursächlich für die Stagnation des Wachstums werden dabei eine Erschöpfung des Nährmediums und die Anhäufung toxischer Stoffe gesehen.